# 牙买加历史
牙买加是美洲加勒比海的一个岛屿。

## 哥伦布前牙买加
牙买加岛至迟在公元前5世纪便已成为印第安人阿拉瓦克族居住地，牙买加一名即是源自阿拉瓦克语Xaymaca，意为“水和树木之地”。

## 西班牙殖民时期
哥伦布被认为是第一个来到牙买加的欧洲人。1494年5月5日，在其第二次航行美洲的期间，登陆牙买加岛。哥伦布在其第四次航行时，返回过牙买加岛。1509年西班牙宣称牙买加为其殖民地，改名圣地亚哥（Santiago）。西班牙对当地的土著居民实行奴隶政策，导致在不久之后，岛上的阿拉瓦克人即因战争、疾病和奴役而灭绝。为补充劳动力，西班牙自1517年开始从非洲向牙买加贩奴，导致黑人逐渐成为当地的主体民族。1538年，西班牙人建立西班牙城，作为牙买加首府。
从16世纪后期开始，牙买加多次遭到来自法国、英格兰、荷兰等国的海盗袭击。1655年5月，一支由威廉·宾和罗伯特·维纳布尔斯联合率领的英国舰队占领了牙买加。他们立刻邀请海盗来到岛上最大港口罗亚尔港，协助防守西班牙人可能的反扑。在1657年和1658年间，西班牙人数次从古巴出发反扑，均以失败告终。

## 英国殖民时期
1670年，按照马德里条约，西班牙正式将牙买加等地割让给英国。英国人立刻将这个岛作为其海盗行为的基地，在1692年罗亚尔港被地震毁灭之前，一度成为加勒比海海盗的“首都”。此后，英国人修建了金斯顿城，逐渐将其建设成为牙买加的中心城市。
在之后的150年时间中，牙买加成为了世界上著名的蔗糖、郎姆酒和咖啡产地。为了维持数量众多的种植园，英国于1672年成立皇家非洲公司，从西非，尤其是塞拉利昂大量贩运黑奴。由于受到残酷的对待，黑奴起义此起彼伏，甚至一度在山区建立起了一些独立的聚落，被称为马隆人。1831年，萨缪尔·夏普领导黑奴举行圣诞节起义，虽然起义10天内即告失败，但是引起了英国国内广泛关注。对此事的调查被认为是大英帝国在1834年8月1日宣布废除奴隶制度的原因之一。之后，牙买加的奴隶们虽然获得了少量的自由，但生活境遇依然没有得到改善。在1865年又一次大规模的起义后，1866年英国宣布将牙买加变为直辖殖民地。在19世纪末，牙买加的蔗糖业逐渐衰落，取而代之的是香蕉种植业。1872年，金斯顿正式成为牙买加首府。
在此后的数十年中，牙买加的经济逐渐繁荣，但是社会和文化发展却始终受到殖民当局的压制。特别是在大萧条时期，本地各阶层均对凋敝的社会情况非常不满。1938年，全岛工人举行起义。之后，殖民当局被迫给与当地一些自治权利。1944年，首次举行了普选。
1958年，牙买加加入了西印度联邦，但是在1961年，选民否决了联盟条约，导致了牙买加的退出。

## 独立后
1962年8月6日牙买加宣告独立，为英联邦成员国。亞歷山大·布斯塔曼特出任牙買加第一任總理，由英國君主作為牙買加的象徵性元首。
拉斯塔法里運動在牙買加獨立後持續發展，並隨著牙買加移民傳播到世界各地。拉斯塔法里運動促成了雷鬼音樂的崛起，其始祖巴布·馬利將牙買加音樂帶進西方世界。政治方面，愛德華·西亞加於1980年取代麥可·曼利成為總理，並支持1983年美國入侵格瑞那達。
安德魯·霍爾尼斯自2016年擔任牙買加總理至今。